# Hexatoma (Eriocera) roraimella
Hexatoma (Eriocera) roraimella is een tweevleugelige uit de familie steltmuggen (Limoniidae). De soort komt voor in het Neotropisch gebied.